# Ashlea McManus
Ashlea McManus (ur. 15 marca 1983) – brytyjska zapaśniczka walcząca w stylu wolnym. Zajęła piąte miejsce na mistrzostwach świata w 2005. Siódma na mistrzostwach Europy w 2010. Czwarta na igrzyskach Wspólnoty Narodów w 2010. Srebrna medalistka mistrzostw Wspólnoty Narodów w 2009 roku.